# Boulaouane
Boulaouane (franska: Boulaouane (CR), Boulaouane (Commune Rurale), arabiska: تامدة) är en kommun i Marocko.   Den ligger i provinsen El Jadida och regionen Casablanca-Settat, i den norra delen av landet, 170 km sydväst om huvudstaden Rabat. Antalet invånare är 14 404.